# William & Kate - Una favola moderna
William & Kate - Una favola moderna (William & Kate) è un film per la televisione statunitense che racconta la relazione tra il principe William, duca di Cambridge, e Kate Middleton, diretto da Mark Rosman e scritto da Nancey Silvers.
È  stato girato principalmente a Los Angeles, e in parte in Inghilterra e Scozia, ed è stato trasmesso in lingua originale il 18 aprile 2011 da Lifetime, dieci giorni prima del matrimonio di William e Kate, il 29 aprile 2011.
Kate Middleton è interpretata da Camilla Luddington, attrice di origine britannica, mentre la parte di William è dell'attore neozelandese Nico Evers-Swindell.
In Italia è stato trasmesso in prima visione il 27 aprile 2011 su Rai 1.

## Trama
Appena iscritto all'Università di St. Andrews, il Principe William è circondato da persone che fanno a gara per entrare nella sua cerchia. Lui nota Kate, che però è già fidanzata e rifiuta le sue avances. I due si innamorano durante un weekend presso la casa di Carlo d'Inghilterra, mentre lei è in crisi col suo fidanzato.
Successivamente William, Kate e i loro colleghi di studio decidono di trasferirsi in un appartamento tutti assieme; Kate si fidanza con William, ma nonostante le sue buone intenzioni la pressione mediatica ed un corso di pilotaggio del Principe finiscono per porre fine alla loro storia. Kate è presa di mira dai giornali, che la soprannominano Waitie Katie, lasciando intendere che William non la sposerà mai. In seguito il Principe chiede perdono alla ragazza, e durante un viaggio in Kenya le chiede di sposarlo.

## Trasmissione internazionale
| Nazioni       | Rete              | Data trasmissione | Titolo                                       |
| Romania       | Tvr1              | 27 aprile 2011    | William & Kate: A Modern Day Fairy Tale      |
| ------------- | ----------------- | ----------------- | -------------------------------------------- |
| Australia     | Network Ten       | 27 aprile 2011    | William & Kate: A Modern Day Fairy Tale      |
| Austria       | ORF eins          | 25 aprile 2011    | William & Kate - Ein Märchen wird wahr       |
| Belgio        | VIJFtv            | 27 aprile 2011    | William and Kate: the movie                  |
| Bulgaria      | bTV               | 1º maggio 2011    | William & Kate: A Modern Day Fairy Tale      |
| Canada        | Slice             | 24 aprile 2011    | William & Kate                               |
| Cile          | Mega              | 28 aprile 2011    | William & Kate                               |
| Croazia       | RTL Televizija    | 28 aprile 2011    | William i Kate                               |
| Francia       | M6                | 28 aprile 2011    | William & Kate                               |
| Germania      | Sat.1             | 28 aprile 2011    | William & Kate - Ein Märchen wird wahr       |
| Grecia        | Alpha             | 26 aprile 2011    | Ουίλλιαμ και Κέιτ: ο γάμος του αιώνα         |
| Irlanda       | TV3               | 28 aprile 2011    | William and Kate The Untold Story            |
| Israele       | Yes 1             | 28 aprile 2011    | William & Kate                               |
| Italia        | Rai 1             | 27 aprile 2011    | William & Kate - Una favola moderna          |
| Lituania      | Lietuvos ryto TV  | 29 aprile 2011    | Williamas ir Kate. Šimtmečio meilės istorija |
| Paesi Bassi   | SBS6              | 27 aprile 2011    | William & Kate                               |
| Nuova Zelanda | TV One            | 30 aprile 2011    | William And Kate                             |
| Filippine     | TV5               | 28 aprile 2011    | William & Kate                               |
| Polonia       | TVN               | 25 aprile 2011    | William i Kate                               |
| Regno Unito   | Channel Five      | 24 aprile 2011    | William & Kate                               |
| Uruguay       | Saeta TV Canal 10 | 27 aprile 2011    | William y Kate, la boda real                 |
| Stati Uniti   | Lifetime          | 18 aprile 2011    | William & Kate                               |